# Svobodnenskij rajon
Lo Svobodnenskij rajon (in russo Свободненский район?) è un rajon dell'Oblast' di Amur, nella Russia asiatica con capoluogo Svobodnyj.

## Centri abitati
- Goluboe
- Dimitrievka
- Juchta
- Juchta-3
- Želtojarovo
- Gaščenka
- Zagan
- Novonikol'sk
- Zagornaja Selit'ba
- Klimoucy
- Kostjukovka
- Zigovka
- Malyj Ėrgel'
- Gluchari
- Kurgan
- Malaja Sazanka
- Orlinyj
- Markuči
- Moskvitino
- Istočnyj
- Nižnie Buzuli
- Novoostropol'
- Novgorodka
- Bardagon
- Podgornyj
- Novoivanovka
- Novostepanovka
- Busse
- Petropavlovka
- Rogačëvka
- Semenovka
- Sukromli
- Serebrjanka
- Syčëvka
- Guran
- Talali
- Ust'-Pera
- Černigovka
- Černovka
- Dom otdycha Buzuli
- Razlivnaja
- Čembary